# Cloves
Kaitlyn Dunstan (née à Melbourne), mieux connue sous le nom de scène Cloves (aussi stylisé CLOVES), est une chanteuse australienne.

## Biographie
Dunstan commence à se produire à l'âge de treize ans avec sa sœur dans des bars et des pubs locaux. Elle écrit sa première chanson à l'âge de onze ans. Elle participe à la deuxième saison de The Voice Australia en 2013, chantant Brand New Key de Melanie lors de son audition. La chanson se classe à la 40e place du classement des ARIA Charts,. Elle est ensuite éliminée lors des rounds de bataille après avoir interprété Girls Just Want to Have Fun.
En 2015, sous le nouveau nom de Cloves, inspirée par un voyage à Bali, elle sort son premier titre Frail Love. Plus tard, elle sort son premier single, Don't You Wait, extrait de son premier EP, XIII. Un autre titre, intitulé Everybody's Son, sort également. La chanson apparait dans Vampire Diaries, saison 7, épisode 20. Le 20 novembre 2015, elle sort son EP XIII chez Universal Music Australia, qui comprend toutes les chansons précédentes et un titre intitulé Don't Forget About Me. La chanson figure sur la bande originale du film Avant toi (2016) et sort en single le 22 juin 2018, le clip étant publié le lendemain.

## Discographie partielle

### Albums studio
- 2018 : One Big Nothing
- 2021 : Nightmare on Elmfield Road